# Dècada de 1880 en el cinema
Aquest article és una llista d'esdeveniments sobre el cinema que es van produir durant la dècada de 1880.

## Esdeveniments
- 1880 – Eastman comença a fabricar comercialment plaques seques per a fotografia.[1]
- 1880 – Eadweard Muybridge realitza una demostració pública del zoopraxiscopi, una llanterna màgica proveïda d'un disc giratori amb representacions artístiques de les seqüències cronofotogràfiques de Muybridge. Va ser utilitzat com a dispositiu de demostració per Muybridge en la seva conferència il·lustrada (l'original es conservat al Museu de Kingston-upon-Thames a Anglaterra).
- 1 de gener de 1881 – L'inventor George Eastman funda Eastman Dry Plate Company.
- 1882 – Eastman comença a experimentar amb nous tipus de pel·lícula fotogràfica, amb el seu empleat, William Walker.
- 1882 – El fisiòleg francès Étienne-Jules Marey inventa la pistola cronofotogràfica, una càmera amb forma de fusell que fotografia dotze imatges successives cada segon.
- 1885 – Els inventors estatunidencs George Eastman i Hannibal Goodwin inventen cadascun una pel·lícula fotogràfica de rodet en base de cel·luloide sensibilitzada per substituir les plaques de vidre que llavors s'utilitzaven.
- 1887 – Hannibal Goodwin expedienta una patent per a la seva pel·lícula fotogràfica.
- 1888 – George Eastman expedienta una patent per a la seva pel·lícula fotogràfica.
- 1888 – Thomas Edison coneix Eadweard Muybridge per parlar d'afegir so a les imatges en moviment. Edison comença els seus propis experiments.
- 1888 – Louis Aimé Augustin Le Prince crea les primeres pel·lícules cinematogràfiques creades sobre rotlles de pel·lícula.
- 1889 – La pel·lícula fotogràfica de rodet en base de cel·luloide de l'inventor estatunidenc George Eastman passa a ser comercial.

## Naixements
Es tracta d'una llista d'actors i cineastes nascuts entre els anys 1880 i 1884. Vegeu també:
- Actors i cineastes nascuts el 1885
- Actors i cineastes nascuts el 1886
- Actors i cineastes nascuts el 1887
- Actors i cineastes nascuts el 1888
- Actors i cineastes nascuts el 1889

1880:
- 6 de gener de 1880 – Tom Mix, Actor estatunidenc (mort el 1940)
- 17 de gener de 1880 – Mack Sennet. Actor i director canadenc (mort el 1960)
- 29 de gener de 1880 – W. C. Fields, Actor estatunidenc (mort el 1946)
- 8 de febrer de 1880 – Viktor Schwanneke, Actor alemany (mort el 1931)
- 10 de març de 1880 – Bronco Billy Anderson, Actor estatunidenc (mort el 1971)
- 13 d'abril de 1880 – Charles Christie, Propietari estatunidenc nascut al Canadà d'un estudi de cinema (mort el 1955)
- 7 de juny de 1880 – Thorleif Lund, Actor noruec (mort el 1956)
- 6 d'agost de 1880 – Hans Moser, Actor austríac (mort el 1964)
- 23 d'octubre de 1880 – Una O'Connor, Actriu irlandesa (morta el 1959)
- 2 de novembre de 1880 – Fritz Achterberg, Actor alemany (mort el 1971)
- 10 de desembre de 1880 – Fred Immler, Actor alemany (mort el 1965)

1881:
- 24 de gener de 1881 – Elsa Wagner, Actriu alemanya (morta el 1975)
- 10 de febrer de 1881 – Pauline Brunius, Actriu, directora i guionista sueca (morta el 1954)
- 9 de juny de 1881 – Marion Leonard, Actriu estatunidenca (morta el 1956)
- 12 d'agost de 1881 – Cecil B. DeMille, Director i productor de cinema estatunidenc (mort el 1959)
- 11 de setembre de 1881 – Asta Nielsen, Actriu danesa de cinema mut (morta el 1972)
- 29 d'octubre de 1881 – Julia Swayne Gordon, Actriu estatunidenca (morta el 1933)
- 13 de novembre de 1881 – Carl Schenstrøm, Actor danès (mort el 1942)
- 24 de novembre de 1881 – Al Christie, Director i productor estatunidenc nascut al Canadà (mort el 1951)
- 5 de desembre de 1881 – René Cresté, Actor i director francès (mort el 1922)

1882:
- 17 de gener de 1882 – Noah Beery, Actor estatunidenc (mort el 1946)
- 23 de gener de 1882 – Eero Kilpi, Actor finlandès (mort el 1954)
- 15 de febrer de 1882 – John Barrymore, Actor estatunidenc (mort el 1942)
- 27 de febrer de 1882 – George Terwilliger, Director i guionista estatunidenc (mort el 1970)
- 12 de juliol de 1882 – Tod Browning, Director estatunidenc (mort el 1962)
- 27 de juliol de 1882 – Donald Crisp, Actor estatunidenc (mort el 1974)
- 6 d'agost de 1882 – Ernst Eklund, Actor suec (mort el 1971)
- 20 d'octubre de 1882 – Bela Lugosi, Actor estatunidenc nascut a Hongria (mort el 1956)

1883:
- 10 de gener de 1883 – Francis X. Bushman, Actor estatunidenc (mort el 1966)
- 22 de febrer de 1883 
  - Marguerite Clark, Actriu estatunidenca (morta el 1940)
  - Olga Svendsen, Actriu danesa (morta el 1942)
- 4 de març de 1883 – Maude Fealy, Actriu estatunidenca (morta el 1971)
- 26 de març de 1883 – Poul Reumert, Actor de cinema i escenari danès (mort el 1968)
- 1 d'abril de 1883 
  - Lon Chaney, Actor estatunidenc (mort el 1930)
  - Edvard Drabløs, Actor i director de teatre noruec (mort el 1976)
  - Frédéric Mariotti, Actor francès (mort el 1971)
- 2 d'abril de 1883 – Pearl Doles Bell, Coreògraf, novel·lista i editor de cinema estatunidenc (mort el 1968)
- 6 d'abril de 1883 – Walter Huston, Actor estatunidenc nascut al Canadà (d. 1950)
- 1 de maig de 1883 – Tom Moore, Actor estatunidenc nascut a Irlanda (mort el 1955)
- 6 de maig de 1883 – Alberto Collo, Actor italià (mort el 1955)
- 23 de maig de 1883 – Douglas Fairbanks, Actor estatunidenc (mort el 1939)
- 12 d'agost de 1883 – Marion Lorne, Actriu estatunidenca (morta el 1968)
- 12 d'agost de 1883 – Pauline Frederick, Actriu estatunidenca (morta el 1938)
- 19 d'agost de 1883 – Elsie Ferguson, Actriu estatunidenca (morta el 1961)
- 5 d'octubre de 1883 – Ernst Pittschau, Actor alemany (mort el 1951)
- 16 de desembre de 1883 – Max Linder, Actor francès (mort el 1925)
- 24 de desembre de 1883 – Stefan Jaracz, Actor polonès (mort el 1945)

1884:
- 14 de febrer de 1884 – Nils Olaf Chrisander, Actor i director de cinema suec (mort el 1947)
- 16 de febrer de 1884 – Robert J. Flaherty, Realitzador estatunidenc (mort el 1951)
- 22 de febrer de 1884 – Lew Cody, Actor estatunidenc (mort el 1934)
- 30 d'abril de 1884 – Olof Sandborg, Actor suec (mort el 1965)
- 8 de maig de 1884 – Valdemar Psilander, Actor danès (mort el 1917)
- 10 de maig de 1884 – Olga Petrova, Actriu estatunidenca nascuda a Anglaterra (morta el 1977)
- 15 de juny de 1884 – Harry Langdon, actor i director estatunidenc (mort el 1944)
- 12 de juliol de 1884 – Louis B. Mayer, Productor de cinema estatunidenc d'origen rus (mort el 1957)
- 23 de juliol de 1884 – Emil Jannings, Actor alemany (mort el 1950)
- 24 de juliol de 1884 – Maria Caserini, Actriu italiana (morta el 1969)
- 7 d'agost de 1884 – Billie Burke, Actriu estatunidenca (morta el 1970)
- 11 d'agost de 1884 – Hermann Wlach, Actor austríac (mort el 1962)
- 2 de setembre de 1884 – Helen Gardner, Actriu estatunidenca (morta el 1968)
- 4 d'octubre de 1884 – Ida Wüst, Actriu alemanya (morta el 1958)
- 24 d'octubre de 1884 – Emil Fjellström, Actor suec (mort el 1944)
- 1 de desembre de 1884 – Torben Meyer, Actor danès (mort el 1975)
- 31 de desembre de 1884 – Mihály Fekete, Actor, guionista i director de cinema hongarès (mort el 1960)